# Tablas (ajedrez)
Tablas es el nombre que recibe un empate en ajedrez. En los torneos, este resultado otorga medio punto a cada jugador, expresado generalmente como «0,5-0,5» o «½-½».
Hasta 1867, las partidas de torneos que terminaban en tablas debían ser jugadas nuevamente. El torneo de París de 1867 tuvo muchas partidas terminadas en tablas que debieron repetirse, lo que causó problemas a los organizadores. En 1868 la Asociación Británica de Ajedrez estableció otorgar a cada jugador medio punto en lugar de repetir la partida.
En partidas de alto nivel (disputadas entre jugadores con Elo mayor a 2500), el porcentaje de tablas puede llegar al 35 %. En el caso de las partidas entre programas de ajedrez, dicho porcentaje puede ser aproximadamente del 36 %.

## ¿Cuándo concluye una partida en tablas?
Según el reglamento del ajedrez, las situaciones en las que una partida se declara terminada en tablas son las siguientes:
Por Ahogado
Se presenta cuando un jugador en su turno, sin estar en jaque, no puede realizar ningún movimiento legal. Esta situación se llama «ahogado» y la partida concluye automáticamente en tablas.

### Insuficiencia de material
|    |       |       |    |    |    |    |    |    |  |
|    | a8    | b8    | c8 | d8 | e8 | f8 | g8 | h8 |  |
| a7 | b7 kl | c7    | d7 | e7 | f7 | g7 | h7 |    |  |
| a6 | b6 nl | c6    | d6 | e6 | f6 | g6 | h6 |    |  |
| a5 | b5    | c5 kd | d5 | e5 | f5 | g5 | h5 |    |  |
| a4 | b4    | c4    | d4 | e4 | f4 | g4 | h4 |    |  |
| a3 | b3    | c3    | d3 | e3 | f3 | g3 | h3 |    |  |
| a2 | b2    | c2    | d2 | e2 | f2 | g2 | h2 |    |  |
| a1 | b1    | c1    | d1 | e1 | f1 | g1 | h1 |    |  |
|    |       |       |    |    |    |    |    |    |  |

Se llega a esta situación cuando ninguno de los jugadores tiene material suficiente para dar mate al rey contrario. Esto ocurre cuando en el tablero solo quedan:
- Rey contra rey
- Rey y caballo contra rey
- Rey y alfil/es contra rey (si los alfiles controlan casillas del mismo color. Alfiles adicionales debidos a promoción de peones no alteran la situación)
- Rey y alfil/es contra rey y alfil/es (si los alfiles controlan casillas del mismo color. Alfiles adicionales debidos a promoción de peones no alteran la situación)

### Posición muerta
|       |    |       |    |       |       |       |    |    |  |
|       | a8 | b8 kd | c8 | d8    | e8    | f8    | g8 | h8 |  |
| a7    | b7 | c7    | d7 | e7    | f7    | g7 bd | h7 |    |  |
| a6    | b6 | c6    | d6 | e6    | f6    | g6    | h6 |    |  |
| a5 pd | b5 | c5 pd | d5 | e5 pd | f5    | g5 pd | h5 |    |  |
| a4 pl | b4 | c4 pl | d4 | e4 pl | f4    | g4 pl | h4 |    |  |
| a3    | b3 | c3    | d3 | e3    | f3    | g3    | h3 |    |  |
| a2    | b2 | c2 bl | d2 | e2    | f2    | g2    | h2 |    |  |
| a1    | b1 | c1    | d1 | e1    | f1 kl | g1    | h1 |    |  |
|       |    |       |    |       |       |       |    |    |  |

La insuficiencia de material es causa más frecuente de lo que en las leyes del ajedrez se considera una «posición muerta», es decir, aquella en la cual es imposible que ningún jugador dé jaque mate a su oponente con cualquier serie de movimientos legales (art. 5.2.2).
No obstante, existen ejemplos de posiciones muertas donde ambos jugadores tienen material suficiente para dar mate, pero la disposición de las piezas es tal que no se puede producir el jaque mate mediante ninguna serie de movimientos legales. Según las Leyes del Ajedrez, la partida es tablas de forma inmediata si se alcanza una posición muerta (art. 5.2.2).

### Tablas por acuerdo
Se producen cuando ambos jugadores están de acuerdo en declarar el empate. Las tablas por acuerdo están permitidas siempre y cuando ambos jugadores hayan efectuado al menos un movimiento. Un jugador puede ofrecer tablas a su oponente después de realizar su jugada, y si este acepta dicha oferta, la partida se declara tablas.
Las tablas por acuerdo pueden terminar en ofertas de tablas en pocas jugadas en plena apertura, lo cual es visto como falta de espíritu competitivo. Por esta razón, los organizadores de torneos tienen la autonomía de prohibir las tablas por acuerdo (art. 9.1.1), implantando reglas como la llamada «regla de Sofía» (del Torneo M-Tel de Sofía (Bulgaria), en el cual se prohibían las ofertas de tablas antes de la jugada 30), o proponer otros sistemas para dirimir los empates.

### Triple repetición de posición
La partida es tablas si en el turno del reclamante se repite la posición (o va a repetirse) al menos por tres veces en la partida, no necesariamente por repetición de jugadas (art. 9.2.1).
Una posición se repite sólo cuando las piezas del mismo tipo y color ocupan las mismas casillas, y si aplican las mismas reglas de movilidad de las piezas. Es decir, no se considera una posición idéntica si:
- Al principio de la secuencia un peón pudiera haber sido capturado al paso
- Un rey tuviera derecho al enroque con una torre que no se ha movido, pero perdiera este derecho después de moverse. El derecho al enroque se pierde sólo después de mover el rey o la torre.

A continuación dos ejemplos para entender mejor esta regla:
| Ejemplo A | Ejemplo B |
| --------- | --------- |

- Ejemplo A: 1.Rb2 Dc3+ 2.Rc1 De1+ 3.Rb2 Dc3+ 4.Rb1 De1+ 5.Rb2. En esta partida, se ha producido un jaque continuo, que a su vez provoca la repetición de la posición tres veces, aun cuando las jugadas intermedias no han sido las mismas, Rb2 completa la tercera posición, cumpliendo el hecho de que vuelve a ser el turno de las negras y no hay posibilidad de enroque ni de captura al paso.

- Ejemplo B: Tras las jugadas 1.e4 e6 2.d4 d5 3.e5 c5 4.Cf3 Cc6 5.c3 Db6 6.Ad3 cxd4 7.cxd4 Ae7 8.Ac2 Ca5 9.Ad3 Cc6 10.Ac2 Ca5 11.Ad3 Ab4+ 12.Re2 Ae7 13.Re1 Cc6, a pesar de que la posición se repite visualmente, el turno de enroque se ha perdido, por lo cual la regla no aplicaría.

El artículo 9.6.1 establece que la partida es tablas después de la repetición de la posición por cinco veces, si al momento de repetirse por tercera vez no se han reclamado las tablas según el artículo 9.2.

### Regla de los cincuenta movimientos
Si en los últimos cincuenta movimientos consecutivos de los dos bandos no se produce captura de pieza o movimiento de peón, la partida termina en tablas si uno de los jugadores las reclama y no ha recibido jaque mate (art. 9.3).
Existen posiciones reconocidas y documentadas que constituyen excepciones a la regla de los cincuenta movimientos. Sin embargo, la FIDE no ha modificado esta regla para partidas oficiales entre humanos o computadoras, aunque permite ignorar dicha ley en las composiciones de problemas de ajedrez.

#### Regla de los 75 movimientos
El artículo 9.6.2 define que la partida es tablas si se han producido setenta y cinco movimientos consecutivos sin capturas ni movimientos de peón, a menos que el último movimiento de esta secuencia sea un jaque mate.
La diferencia con la regla de los cincuenta movimientos está en que la partida es declarada tablas si al momento de aplicar la regla de los cincuenta movimientos, el jugador que tenía el turno al finalizar dicha secuencia no efectuó la reclamación de las tablas según lo establecido en el art. 9.3.1.

## Tablas por tiempo en competiciones
En torneos oficiales se puede declarar una partida tablas por situaciones debidas al control de tiempo o la implementación del reloj de ajedrez. Por ejemplo, de acuerdo con el artículo 6.9 de las Leyes del Ajedrez, cuando un jugador excede el límite de tiempo establecido para la partida, pero su oponente no puede dar mate ni aun ante las peores respuestas (es decir, con cualquier secuencia de jugadas legales), la partida es declarada tablas.
Igualmente, según la directriz III.3.1.2 para partidas sin incremento de tiempo, si ambos jugadores han agotado su tiempo y no es posible determinar cuál lo hizo primero (como puede pasar con el uso de relojes mecánicos), la partida es declarada tablas, si se advierte de esta situación en el último o único periodo de tiempo de la partida.